# Clathria abrolhosensis
Clathria abrolhosensis är en svampdjursart som beskrevs av Hooper 1996. Clathria abrolhosensis ingår i släktet Clathria och familjen Microcionidae. Inga underarter finns listade i Catalogue of Life.